# 237 Coelestina
Celestina o 237 Coelestina è un asteroide della fascia principale del diametro medio di circa 41,08 km. Scoperto nel 1884, presenta un'orbita caratterizzata da un semiasse maggiore pari a 2,7618573 UA e da un'eccentricità di 0,0734961, inclinata di 9,75593° rispetto all'eclittica.
Il suo nome fu dedicato alla moglie dell'astronomo austriaco Theodor von Oppolzer.